# Rafaela Silva
Rafaela Lopes Silva (Rio de Janeiro, 24 april 1992) is een Braziliaans judoka. Ze won goud op de Olympische Spelen van 2016 in de klasse tot 57 kilo.

## Carrière
Silva startte met judo op haar vijfde, samen met haar zus, bij het Instituto Reação van Flávio Canto. Op haar achtste verhuisde ze met haar gezin vanuit de beruchte favela Cidade de Deus naar een minder gewelddadige sloppenwijk, en bleef het judoën beoefenen. In 2008, kort na het behalen van de zwarte band, werd Silva wereldkampioen bij de junioren. Tijdens de Wereldkampioenschappen judo 2011 behaalde ze zilver in de klasse tot 57 kilo. Twee jaar later, op de wereldkampioenschappen van 2013, behaalde ze goud. Ze werd daarmee de eerste Braziliaanse vrouw die ooit een wereldkampioenschappen judo wist te winnen.
In 2012 deed Silva voor het eerst mee aan de Olympische Spelen. Ze werd in een van de eerste wedstrijden gediskwalificeerd, door het gebruik van een greep die recentelijk door de Internationale Judofederatie was toegevoegd aan de lijst met verboden handelingen. Racistische opmerkingen die volgden op deze diskwalificatie leidden er bijna toe dat Silva het judopak aan de wilgen hing. Vier jaar later, tijdens de spelen in Rio, nam Silva revanche en won ze op hetzelfde onderdeel een gouden medaille.
1992: Miriam Blasco ·
1996: Driulis González ·
2000: Isabel Fernández ·
2004: Yvonne Bönisch ·
2008: Giulia Quintavalle · 
2012: Kaori Matsumoto · 
2016: Rafaela Silva · 
2020: Nora Gjakova · 
2024: Christa Deguchi